# Savigny-sur-Braye
Pour les articles homonymes, voir Savigny et Braye.
Savigny-sur-Braye est une commune française située dans le département de Loir-et-Cher, en région Centre-Val de Loire.
Localisée au nord du département, la commune fait partie de la région du Perche (région naturelle), région naturelle accidentée composée de  vallons, de plateaux, de collines, de crêtes et de vallées. Avec une superficie de 6 718 ha en 2017, la commune fait partie des 9 communes les plus étendues du département.
L'occupation des sols est marquée par l'importance des espaces agricoles et naturels qui occupent la quasi-totalité du territoire communal. Plusieurs espaces naturels d'intérêt sont présents dans la commune :  et trois zones naturelles d'intérêt écologique, faunistique et floristique (ZNIEFF).  En 2010, l'orientation technico-économique de l'agriculture dans la commune est la culture des céréales et des oléoprotéagineux. À l'instar du département qui a vu disparaître le quart de ses exploitations en dix ans, le nombre d'exploitations agricoles a fortement diminué, passant de 67 en 1988, à 79 en 2000, puis à 79 en 2010.
Ses habitants s'appellent les Savignards et les Savignardes.
Le patrimoine architectural de la commune comprend un bâtiment porté à l'inventaire des monuments historiques : l'église Saint-Pierre.

## Géographie

### Localisation et communes limitrophes
La commune de Savigny-sur-Braye se trouve au nord du département de Loir-et-Cher, dans la région du Perche (région naturelle),. À vol d'oiseau, elle se situe à 50,3 km  de Blois, préfecture du département, à 21,3 km de Vendôme, sous-préfecture, et à 0 km de Savigny-sur-Braye, chef-lieu du canton du Perche dont dépend la commune depuis 2015. La commune fait en outre partie du bassin de vie de Saint-Calais.
Les communes les plus proches sont : 
Marolles-lès-Saint-Calais (5 km)(72), Saint-Gervais-de-Vic (5,3 km)(72), Cellé (5,3 km), La Chapelle-Huon (5,7 km)(72), Sargé-sur-Braye (6 km), Bessé-sur-Braye (6,4 km)(72), Saint-Calais (6,8 km)(72), Bonneveau (8,6 km) et Fortan (8,6 km).
La ville se trouve dans la région naturelle du Perche, baignée par la Braye, affluent du Loir.

### Hydrographie
La commune est drainée par la Braye (7,769 km), la Bourboule (2,059 km), le Grand Ri (0,397 km), le Marais le Vau et par divers petits cours d'eau, constituant un réseau hydrographique de 41,63 km de longueur totale.
La Braye, d'une longueur totale de 75,1 km, prend sa source dans la commune de Ceton et se jette  dans le Loir à Vallée-de-Ronsard, après avoir traversé 24 communes.
La Bourboule, d'une longueur totale de 13,7 km, prend sa source dans la commune de Sargé-sur-braye et se jette  dans le Boulon à Mazangé, après avoir traversé communes.
Sur le plan piscicole, ces cours d'eau sont classés en deuxième catégorie, où le peuplement piscicole dominant est constitué de poissons blancs (cyprinidés) et de carnassiers (brochet, sandre et perche).

### Climat
Pour des articles plus généraux, voir Climat du Centre-Val de Loire et Climat de Loir-et-Cher.
En 2010, le climat de la commune est de type climat océanique dégradé des plaines du Centre et du Nord, selon une étude du CNRS s'appuyant sur une série de données couvrant la période 1971-2000. En 2020, Météo-France publie une typologie des climats de la France métropolitaine dans laquelle la commune est exposée à un climat océanique altéré et est dans la région climatique Moyenne vallée de la Loire, caractérisée par une bonne insolation (1 850 h/an) et un été peu pluvieux.
Pour la période 1971-2000, la température annuelle moyenne est de 11,2 °C, avec une amplitude thermique annuelle de 14,3 °C. Le cumul annuel moyen de précipitations est de 716 mm, avec 11,9 jours de précipitations en janvier et 7,2 jours en juillet. Pour la période 1991-2020, la température moyenne annuelle observée sur la station météorologique de Météo-France la plus proche, dans la commune de Choue à 16 km à vol d'oiseau, est de 11,9 °C et le cumul annuel moyen de précipitations est de 645,6 mm,. Pour l'avenir, les paramètres climatiques de la commune estimés pour 2050 selon différents scénarios d'émission de gaz à effet de serre sont consultables sur un site dédié publié par Météo-France en novembre 2022.

### Milieux naturels et biodiversité

#### Zones naturelles d'intérêt écologique, faunistique et floristique
L'inventaire des zones naturelles d'intérêt écologique, faunistique et floristique (ZNIEFF) a pour objectif de réaliser une couverture des zones les plus intéressantes sur le plan écologique, essentiellement dans la perspective d'améliorer la connaissance du patrimoine naturel national et de fournir aux différents décideurs un outil d'aide à la prise en compte de l'environnement dans l'aménagement du territoire. Le territoire communal de Savigny-sur-Braye comprend trois ZNIEFF : 
- le « Bois de la Petite Benardière » (14,68 ha)[19] ;
- les « Mares et prairies de Connival » (8,62 ha)[20] ;
- les « Prairies humides et bois de Pineau » (67,46 ha)[21].

## Urbanisme

### Typologie
Au 1er janvier 2024, Savigny-sur-Braye est catégorisée commune rurale à habitat très dispersé, selon la nouvelle grille communale de densité à sept niveaux définie par l'Insee en 2022.
Elle est située hors unité urbaine et hors attraction des villes,.

### Occupation des sols
L'occupation des sols est marquée par l'importance des espaces agricoles et naturels (96,8 %). La répartition détaillée ressortant de la base de données européenne d'occupation biophysique des sols Corine Land Cover millésimée 2012 est la suivante : 
terres arables (11,6 %), 
cultures permanentes (0,6 %), 
zones agricoles hétérogènes (15,4 %), 
prairies (3,5 %), 
forêts (65,2 %), 
milieux à végétation arbustive ou herbacée (0,7 %), 
zones urbanisées (1 %), 
espaces verts artificialisés non agricoles (0,5 %), 
zones industrielles et commerciales et réseaux de communication (1,7 %), 
eaux continentales (0,5 %).

### Planification
La loi SRU du 13 décembre 2000 a incité fortement les communes à se regrouper au sein d'un établissement public, pour déterminer les partis d'aménagement de l'espace au sein d'un SCoT, un document essentiel d'orientation stratégique des politiques publiques à une grande échelle. La commune est dans le territoire du  SCOT des Territoires du Grand Vendômois, approuvé en 2006 et dont la révision a été prescrite en 2017, pour tenir compte de l'élargissement de périmètre,.
En matière de planification, la commune disposait en 2017 d'un plan local d'urbanisme approuvé.

### Habitat et logement
Le tableau ci-dessous présente la typologie des logements à Savigny-sur-Braye en 2016 en comparaison avec celle du Loir-et-Cher et de la France entière. Une caractéristique marquante du parc de logements est ainsi une proportion de résidences secondaires et logements occasionnels (15,7 %) inférieure à celle du département (18 %) mais supérieure à celle de la France entière (9,6 %). Concernant le statut d'occupation de ces logements, 91,3 % des habitants de la commune sont propriétaires de leur logement (89,1 % en 2011), contre 68,1 % pour le Loir-et-Cher et 57,6 pour la France entière.
|                                                         | Savigny-sur-Braye | Loir-et-Cher | France entière |
| ------------------------------------------------------- | ----------------- | ------------ | -------------- |
| Résidences principales (en %)                           | 72,0              | 74,5         | 82,3           |
| Résidences secondaires et logements occasionnels (en %) | 15,7              | 18           | 9,6            |
| Logements vacants (en %)                                | 12,3              | 7,5          | 8,1            |

### Voies de communications et transports

#### Voies
| 253 odonymes recensés àSavigny-sur-Braye au 14 mars 2014    | 253 odonymes recensés àSavigny-sur-Braye au 14 mars 2014 | 253 odonymes recensés àSavigny-sur-Braye au 14 mars 2014 | 253 odonymes recensés àSavigny-sur-Braye au 14 mars 2014 | 253 odonymes recensés àSavigny-sur-Braye au 14 mars 2014 | 253 odonymes recensés àSavigny-sur-Braye au 14 mars 2014 | 253 odonymes recensés àSavigny-sur-Braye au 14 mars 2014 | 253 odonymes recensés àSavigny-sur-Braye au 14 mars 2014 | 253 odonymes recensés àSavigny-sur-Braye au 14 mars 2014 | 253 odonymes recensés àSavigny-sur-Braye au 14 mars 2014 | 253 odonymes recensés àSavigny-sur-Braye au 14 mars 2014 | 253 odonymes recensés àSavigny-sur-Braye au 14 mars 2014 | 253 odonymes recensés àSavigny-sur-Braye au 14 mars 2014 | 253 odonymes recensés àSavigny-sur-Braye au 14 mars 2014 | 253 odonymes recensés àSavigny-sur-Braye au 14 mars 2014 | 253 odonymes recensés àSavigny-sur-Braye au 14 mars 2014 |
| Allée                                                       | Avenue                                                   | Bld                                                      | Chemin                                                   | Cité                                                     | Impasse                                                  | Mail                                                     | Passage                                                  | Place                                                    | Pont                                                     | Route                                                    | Rue                                                      | Ruelle                                                   | Voie                                                     | Autres                                                   | Total                                                    |
| ----------------------------------------------------------- | -------------------------------------------------------- | -------------------------------------------------------- | -------------------------------------------------------- | -------------------------------------------------------- | -------------------------------------------------------- | -------------------------------------------------------- | -------------------------------------------------------- | -------------------------------------------------------- | -------------------------------------------------------- | -------------------------------------------------------- | -------------------------------------------------------- | -------------------------------------------------------- | -------------------------------------------------------- | -------------------------------------------------------- | -------------------------------------------------------- |
| 4                                                           | 4                                                        | 0                                                        | 5                                                        | 0                                                        | 4                                                        | 0                                                        | 0                                                        | 4                                                        | 0                                                        | 5                                                        | 30                                                       | 2                                                        | 0                                                        | 195                                                      | 253                                                      |
| Notes « N »                                                 | Notes « N »                                              | 1. 2. 3. 4. 5. 6. 7. 8. 9.                               | 1. 2. 3. 4. 5. 6. 7. 8. 9.                               | 1. 2. 3. 4. 5. 6. 7. 8. 9.                               | 1. 2. 3. 4. 5. 6. 7. 8. 9.                               | 1. 2. 3. 4. 5. 6. 7. 8. 9.                               | 1. 2. 3. 4. 5. 6. 7. 8. 9.                               | 1. 2. 3. 4. 5. 6. 7. 8. 9.                               | 1. 2. 3. 4. 5. 6. 7. 8. 9.                               | 1. 2. 3. 4. 5. 6. 7. 8. 9.                               | 1. 2. 3. 4. 5. 6. 7. 8. 9.                               | 1. 2. 3. 4. 5. 6. 7. 8. 9.                               | 1. 2. 3. 4. 5. 6. 7. 8. 9.                               | 1. 2. 3. 4. 5. 6. 7. 8. 9.                               | 1. 2. 3. 4. 5. 6. 7. 8. 9.                               |
| Sources : rue-ville.info & perche-gouet.net & OpenStreetMap |                                                          |                                                          |                                                          |                                                          |                                                          |                                                          |                                                          |                                                          |                                                          |                                                          |                                                          |                                                          |                                                          |                                                          |                                                          |

### Risques majeurs
Le territoire communal de Savigny-sur-Braye est vulnérable à différents aléas naturels : de la Braye), climatiques (hiver exceptionnel ou canicule), mouvements de terrains ou sismique (sismicité très faible)11 avril 202011 avril 2020
Il est également exposé à un risque technologique :  le transport de matières dangereuses,.

#### Risques naturels
Les mouvements de terrain susceptibles de se produire sur la commune sont soit liés au retrait-gonflement des argiles, soit des chutes de blocs, soit des glissements de terrains, soit des effondrements liés à des cavités souterraines. Le phénomène de retrait-gonflement des argiles est la conséquence d'un changement d'humidité des sols argileux. Les argiles sont capables de fixer l'eau disponible mais aussi de la perdre en se rétractant en cas de sécheresse. Ce phénomène peut provoquer des dégâts très importants sur les constructions (fissures, déformations des ouvertures) pouvant rendre inhabitables certains locaux. La carte de zonage de cet aléa peut être consultée sur le site de l'observatoire national des risques naturels Georisques. Une autre carte permet de prendre connaissance des cavités souterraines localisées dans la commune.
L'inventaire des crues historiques en France établi par Maurice Campion en 1864 ne mentionne pas la Braye. L'atlas des zones inondables de la Braye élaboré en mai 2007 s'est donc appuyé sur les relevés hydrométriques existants depuis la mise en place d'échelles de crues. Le débit de la crue de référence varie ainsi entre 140 et 320 m3/s selon les sections.

#### Risques technologiques
Le risque de transport de marchandises dangereuses dans la commune est lié à sa traversée par une canalisation de transport de gaz. Un accident se produisant sur une telle infrastructure est en effet susceptible d'avoir des effets graves au bâti ou aux personnes jusqu'à 350 m, selon la nature du matériau transporté. Des dispositions d'urbanisme peuvent être préconisées en conséquence.

## Toponymie
Le village tirerait son nom du latin « saviniacum super brigiam », qui se traduit comme « domaine de Sabinius » (qui en aurait été l'occupant), ou encore « lieu sablonneux »[réf. nécessaire].
C'est à la fin du XIXe siècle que la commune de Savigny adopta, pour se différencier de ses 25 communes homonymes, le nom unique de Savigny-sur-Braye, en vertu du décret du 19 juillet 1890.

## Histoire

### Moyen âge et Ancien régime
Le village abritait une importante châtellenie relevant des comtes de Vendôme dès le XIe siècle, et qui fut détruite au XVIIe siècle. Il existe encore aujourd'hui des vestiges du donjon sur motte qui ne sont cependant pas accessibles au public.[réf. nécessaire]

### AuXXesiècle
Entre le 29 janvier 1939 et le 8 février, plus de 3 100 réfugiés espagnols fuyant l'effondrement de la république espagnole devant Franco, arrivent dans le Loir-et-Cher. Devant l'insuffisance des structures d'accueil (les haras de Selles-sur-Cher sont notamment utilisés), 47 villages sont mis à contribution, dont Savigny-sur-Braye. Les réfugiés, essentiellement des femmes et des enfants, sont soumis à une quarantaine stricte, vaccinés, le courrier est limité, le ravitaillement, s'il est peu varié et cuisiné à la française, est cependant assuré. Au printemps et à l'été, les réfugiés sont regroupés à Bois-Brûlé (commune de Boisseau).

## Politique et administration

### Découpage territorial
La commune de Savigny-sur-Braye est membre de la Communauté d'agglomération Territoires Vendômois, un établissement public de coopération intercommunale (EPCI) à fiscalité propre créé le 1er janvier 2017.
Elle est rattachée sur le plan administratif à l'arrondissement de Vendôme, au département de Loir-et-Cher et à la région Centre-Val de Loire, en tant que circonscriptions administratives. Sur le plan électoral, elle est rattachée au canton du Perche depuis 2015 pour l'élection des conseillers départementaux et à la troisième circonscription de Loir-et-Cher pour les élections législatives.

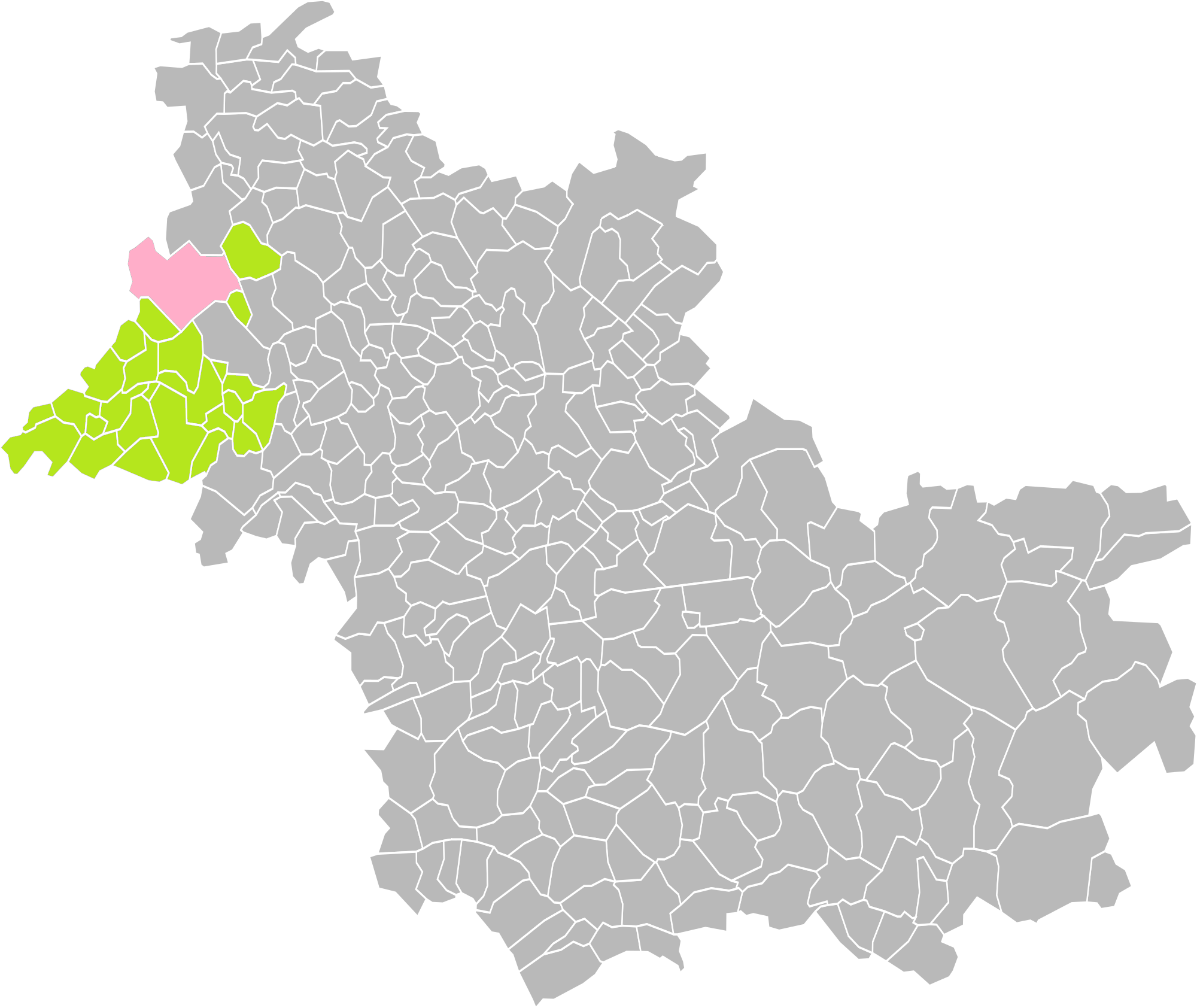
Savigny-sur-Braye dans l'intercommunalité en 2016.
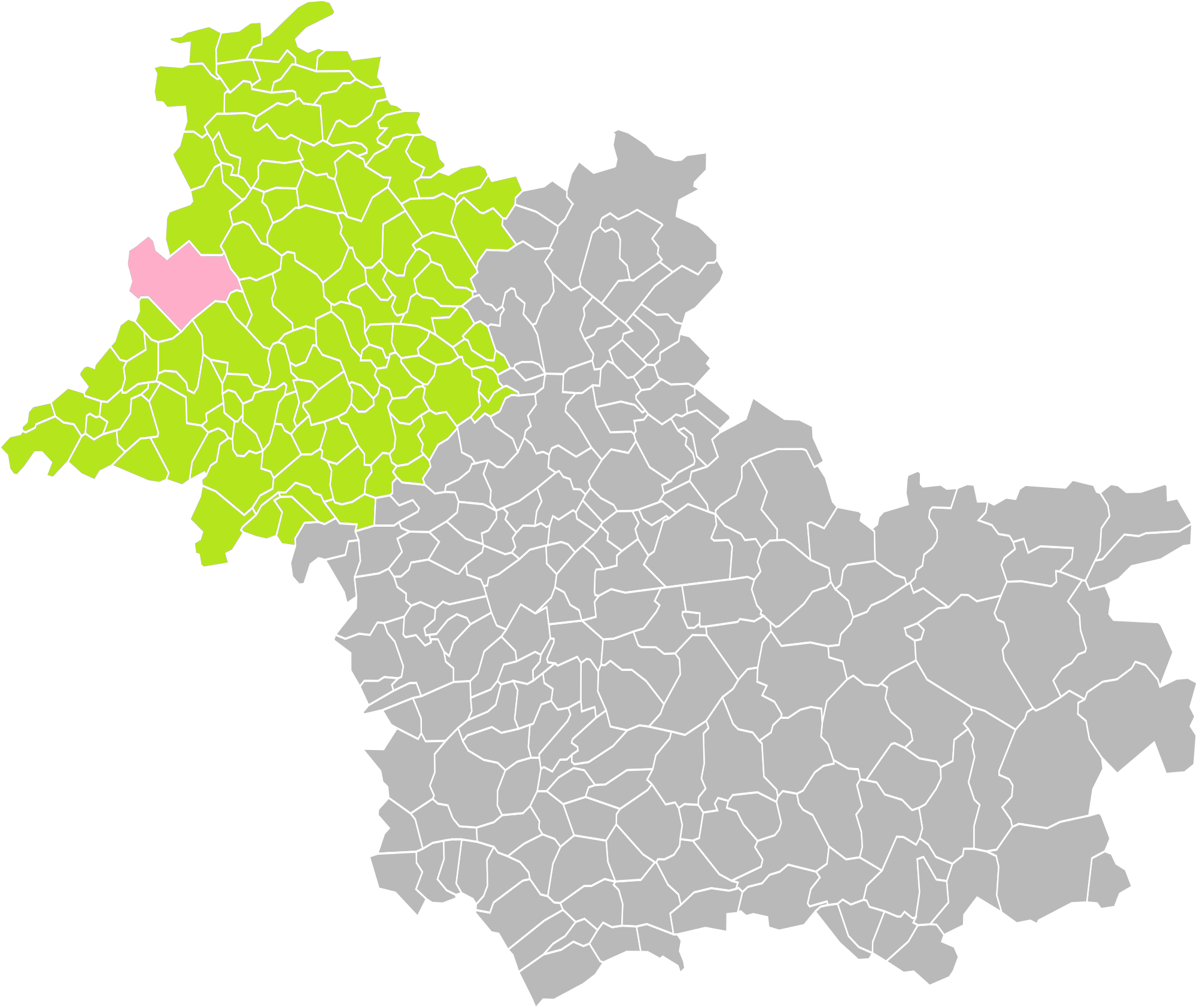
Savigny-sur-Braye dans l'arrondissement de Vendôme en 2016.
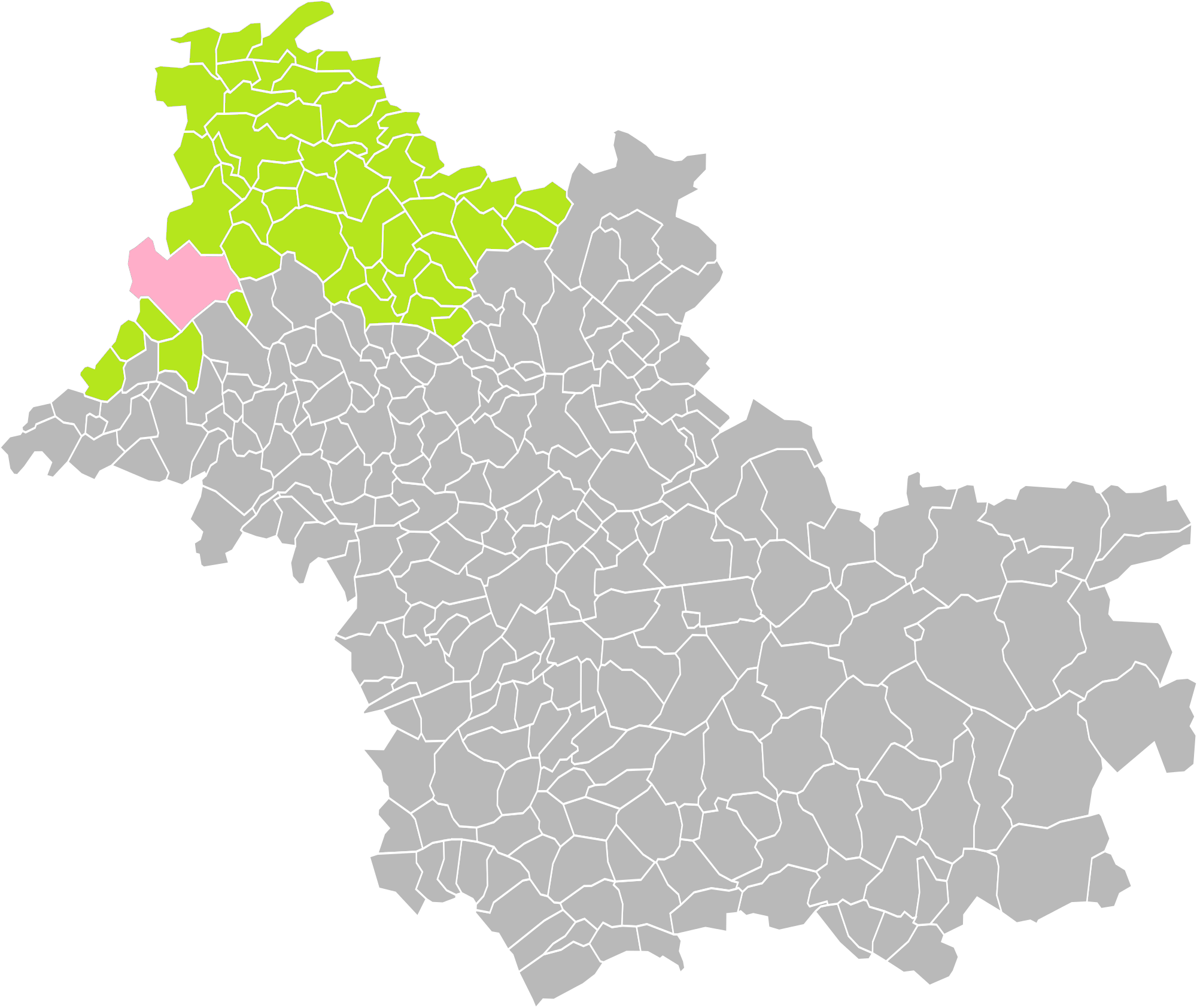
Savigny-sur-Braye dans le canton du Perche en 2016.

### Politique et administration municipale

#### Conseil municipal et maire
Le conseil municipal de Savigny-sur-Braye, commune de plus de 1 000 habitants, est élu au scrutin proportionnel plurinominal avec prime majoritaire. Compte tenu de la population communale, le nombre de sièges au conseil municipal est de 19. Le maire, à la fois agent de l'État et exécutif de la commune en tant que collectivité territoriale, est élu par le conseil municipal au scrutin secret lors de la première réunion du conseil suivant les élections municipales, pour un mandat de six ans, c'est-à-dire pour la durée du mandat du conseil.
| Période                                  | Période       | Identité              | Étiquette      | Qualité                                                                          |
| ---------------------------------------- | ------------- | --------------------- | -------------- | -------------------------------------------------------------------------------- |
| 1945                                     | 1947          | Jean Petit            | SFIO           | Fonctionnaire Conseiller général (1945-1954)                                     |
| Les données manquantes sont à compléter. |               |                       |                |                                                                                  |
| mars 1959                                | mars 1971     | François Miloch       |                | Médecin                                                                          |
| mars 1971                                | mars 1983     | Louis Guérineau       |                |                                                                                  |
| mars 1983                                | octobre 1985  | Henri Costhiles       |                | Ancien ambassadeur de France                                                     |
| octobre 1985                             | novembre 1998 | Michel Dupiot         | UDF-PR puis DL | Directeur de société Conseiller général (1985-2004) Président du Conseil Général |
| novembre 1998                            | mars 2001     | Jean Noël Chartrain   |                |                                                                                  |
| mars 2001                                | mai 2006      | Guy Brossier          |                | Retraité                                                                         |
| mai 2006                                 | mars 2014     | Michel Saulière       |                |                                                                                  |
| mars 2014                                | mai 2020      | Jean-Claude Seguineau |                | Retraité agricole                                                                |
| mai 2020                                 | En cours      | Joël Prenant,         |                | Ancien agriculteur exploitant                                                    |

## Population et société

### Démographie

#### Évolution démographique
L'évolution du nombre d'habitants est connue à travers les recensements de la population effectués dans la commune depuis 1793. Pour les communes de moins de 10 000 habitants, une enquête de recensement portant sur toute la population est réalisée tous les cinq ans, les populations de référence des années intermédiaires étant quant à elles estimées par interpolation ou extrapolation. Pour la commune, le premier recensement exhaustif entrant dans le cadre du nouveau dispositif a été réalisé en 2008.

En 2022, la commune comptait 1 960 habitants, en évolution de −4,2 % par rapport à 2016 (Loir-et-Cher : −1,15 %, France hors Mayotte : +2,11 %).
| 1793  | 1800  | 1806  | 1821  | 1831  | 1836  | 1841  | 1846  | 1851  |
| ----- | ----- | ----- | ----- | ----- | ----- | ----- | ----- | ----- |
| 2 504 | 2 562 | 2 892 | 2 787 | 2 881 | 2 972 | 3 065 | 3 019 | 2 898 |

| 1856  | 1861  | 1866  | 1872  | 1876  | 1881  | 1886  | 1891  | 1896  |
| ----- | ----- | ----- | ----- | ----- | ----- | ----- | ----- | ----- |
| 2 964 | 2 966 | 2 985 | 2 789 | 2 809 | 2 734 | 3 248 | 2 855 | 2 954 |

| 1901  | 1906  | 1911  | 1921  | 1926  | 1931  | 1936  | 1946  | 1954  |
| ----- | ----- | ----- | ----- | ----- | ----- | ----- | ----- | ----- |
| 2 997 | 3 019 | 2 832 | 2 679 | 2 705 | 2 610 | 2 554 | 2 561 | 2 401 |

| 1962  | 1968  | 1975  | 1982  | 1990  | 1999  | 2006  | 2008  | 2013  |
| ----- | ----- | ----- | ----- | ----- | ----- | ----- | ----- | ----- |
| 2 282 | 2 349 | 2 212 | 2 015 | 2 043 | 2 203 | 2 196 | 2 195 | 2 103 |

| 2018  | 2022  | - | - | - | - | - | - | - |
| ----- | ----- | - | - | - | - | - | - | - |
| 1 987 | 1 960 | - | - | - | - | - | - | - |

#### Pyramide des âges
La population de la commune est relativement âgée.
En 2018, le taux de personnes d'un âge inférieur à 30 ans s'élève à 26,6 %, soit en dessous de la moyenne départementale (31,3 %). À l'inverse, le taux de personnes d'âge supérieur à 60 ans est de 35,7 % la même année, alors qu'il est de 31,6 % au niveau départemental.
En 2018, la commune comptait 968 hommes pour 1 019 femmes, soit un taux de 51,28 % de femmes, légèrement inférieur au taux départemental (51,45 %).
Les pyramides des âges de la commune et du département s'établissent comme suit.
| Hommes | Classe d’âge | Femmes |
| ------ | ------------ | ------ |
| 1,3    | 90 ou +      | 6,7    |
| 11,4   | 75-89 ans    | 14,2   |
| 19,4   | 60-74 ans    | 18,3   |
| 25,0   | 45-59 ans    | 21,5   |
| 14,4   | 30-44 ans    | 14,6   |
| 12,4   | 15-29 ans    | 10,2   |
| 16,1   | 0-14 ans     | 14,5   |

| Hommes | Classe d’âge | Femmes |
| ------ | ------------ | ------ |
| 1,1    | 90 ou +      | 2,6    |
| 9,2    | 75-89 ans    | 11,9   |
| 19,7   | 60-74 ans    | 20,4   |
| 20,7   | 45-59 ans    | 20     |
| 16,5   | 30-44 ans    | 16,2   |
| 15,2   | 15-29 ans    | 13,2   |
| 17,6   | 0-14 ans     | 15,7   |

## Économie

### Secteurs d'activité
Le tableau ci-dessous détaille le nombre d'entreprises implantées à Savigny-sur-Braye selon leur secteur d'activité et le nombre de leurs salariés :
|                                                              | total | % com (% dep) | 0 salarié | 1 à 9 salarié(s) | 10 à 19 salariés | 20 à 49 salariés | 50 salariés ou plus |
| ------------------------------------------------------------ | ----- | ------------- | --------- | ---------------- | ---------------- | ---------------- | ------------------- |
| Ensemble                                                     | 196   | 100,0 (100)   | 140       | 46               | 5                | 3                | 2                   |
| Agriculture, sylviculture et pêche                           | 60    | 30,6 (11,8)   | 47        | 13               | 0                | 0                | 0                   |
| Industrie                                                    | 12    | 6,1 (6,5)     | 6         | 4                | 0                | 0                | 2                   |
| Construction                                                 | 17    | 8,7 (10,3)    | 9         | 7                | 1                | 0                | 0                   |
| Commerce, transports, services divers                        | 91    | 46,4 (57,9)   | 68        | 21               | 1                | 1                | 0                   |
| dont commerce et réparation automobile                       | 23    | 11,7 (17,5)   | 13        | 9                | 1                | 0                | 0                   |
| Administration publique, enseignement, santé, action sociale | 16    | 8,2 (13,5)    | 10        | 1                | 3                | 2                | 0                   |
| Champ : ensemble des activités.                              |       |               |           |                  |                  |                  |                     |

Le secteur du commerce, transports et services divers est prépondérant dans la commune (91 entreprises sur 196) néanmoins le secteur agricole reste important puisqu'en proportions (30,6 %), il est plus important qu'au niveau départemental (11,8 %). 
Sur les 196 entreprises implantées à Savigny-sur-Braye en 2016, 140 ne font appel à aucun salarié, 46 comptent 1 à 9 salariés, 5 emploient entre 10 et 19 personnes.3 emploient entre 20 et 49 personnes.
Au 1er juillet 2017, la commune est classée en zone de revitalisation rurale (ZRR), un dispositif visant à aider le développement des territoires ruraux principalement à travers des mesures fiscales et sociales. Des mesures spécifiques en faveur du développement économique s'y appliquent également.
La commune a vu se monter Méthabraye, le plus gros méthaniseur conçu par Naskeo Environnement, porté par une trentaine d'agriculteurs locaux (17 exploitations) pour recycler leurs déchets et alimenter en biométhane la ville voisine de Vendôme. Il s'agit de la première unité de méthanisation agricole française qui injecte du biométhane porté. En 2020, elle adhère à la Cuma locale pour partager le matériel logistique.

### Agriculture
En 2010, l'orientation technico-économique de l'agriculture dans la commune est la polyculture et le polyélevage. Le département a perdu près d'un quart de ses exploitations en 10 ans, entre 2000 et 2010 (c'est le département de la région Centre-Val de Loire qui en compte le moins). Cette tendance se retrouve également au niveau de la commune où le nombre d'exploitations est passé de 111 en 1988 à 79 en 2000 puis à 79 en 2010. Parallèlement, la taille de ces exploitations augmente, passant de 54 ha en 1988 à 79 ha en 2010. 
Le tableau ci-dessous présente les principales caractéristiques des exploitations agricoles de Savigny-sur-Braye, observées sur une période de 22 ans : 
|                                      | 1988                 | 2000                 | 2010                 |
| Dimension économique                 | Dimension économique | Dimension économique | Dimension économique |
| ------------------------------------ | -------------------- | -------------------- | -------------------- |
| Nombre d'exploitations (u)           | 111                  | 79                   | 79                   |
| Travail (UTA)                        | 193                  | 107                  | 100                  |
| Surface agricole utilisée (ha)       | 5 953                | 5 822                | 6 260                |
| Cultures                             |                      |                      |                      |
| Terres labourables (ha)              | 4 978                | 5 065                | 5 609                |
| Céréales (ha)                        | 3 129                | 3 174                | 3 466                |
| dont blé tendre (ha)                 | 1 985                | 2 218                | 2 192                |
| dont maïs-grain et maïs-semence (ha) | 600                  | 425                  | 370                  |
| Tournesol (ha)                       | 368                  | s                    | s                    |
| Colza et navette (ha)                | 556                  | 664                  | s                    |
| Élevage                              |                      |                      |                      |
| Cheptel (UGBTA)                      | 6 398                | 6 017                | 5 936                |

#### Produits labellisés
Le territoire de la commune est intégré aux aires de productions de divers produits bénéficiant d'une indication géographique protégée (IGP) : les porcs de la Sarthe, le vin Val-de-loire, les volailles de Loué, les volailles de l’Orléanais, les volailles du Maine et les œufs de Loué,.

## Culture locale et patrimoine

### Lieux et monuments
- Pont gothique enjambant la Braye. Celui-ci jouxte la piscine municipale qui n'est plus gratuite (à cause de la CATV), ainsi que le parc des loisirs.
- Église Saint-Pierre datant de la fin du XIe siècle.
- Hippodrome, où sont organisées chaque année des courses de chevaux, ainsi que divers évènements comme le feu de la Saint-Jean, ou les vœux du maire.
- Médiathèque (2013).
- Monument aux morts place du Maréchal Juin

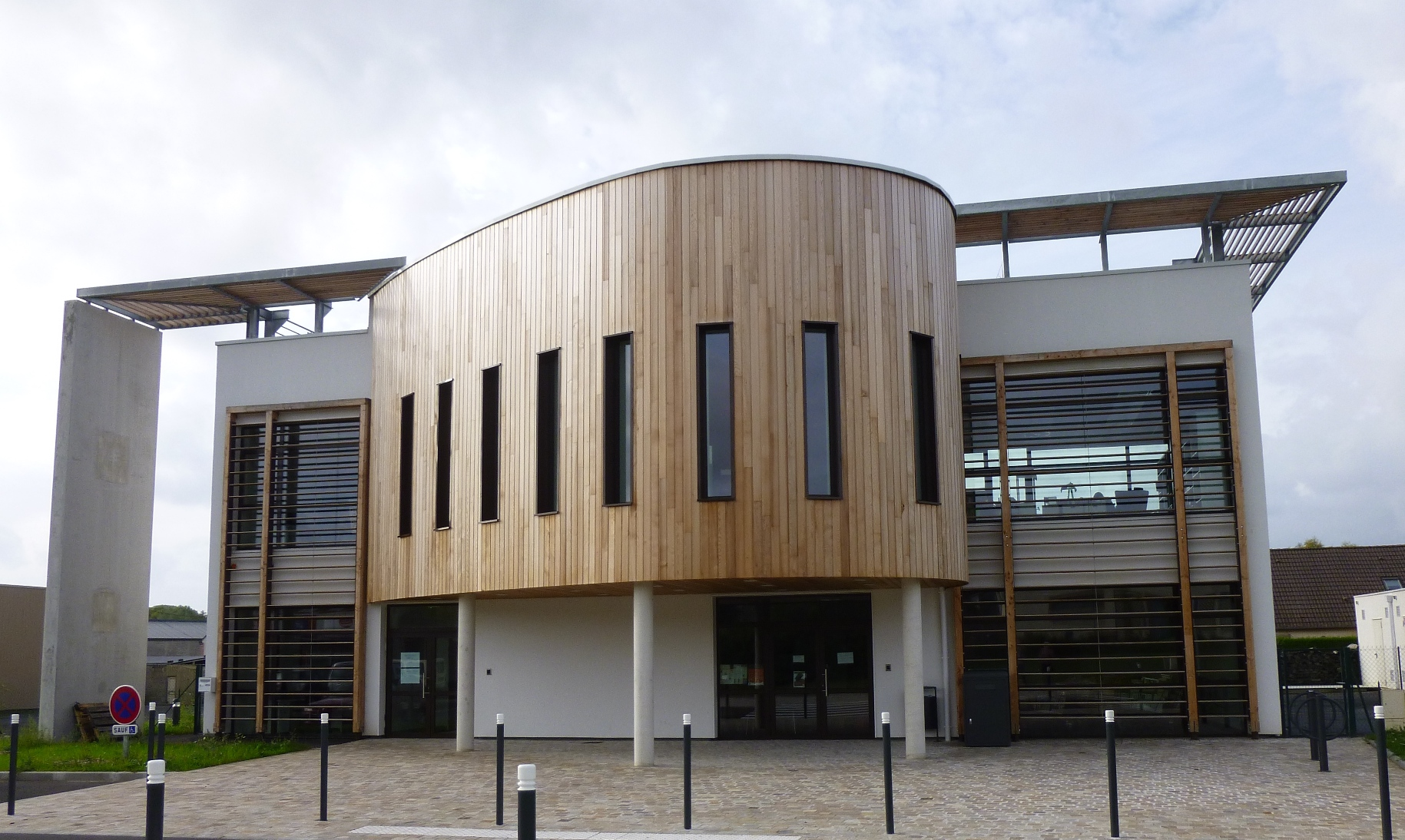
Médiathèque de Savigny-sur-Braye.

### Héraldique
|  | Les armoiries de Savigny-sur-Braye se blasonnent ainsi : D'azur au lion d'or. |

### Sport automobile
Le rallye automobile Cœur de France est organisé à Savigny-sur-Braye. Grâce au travail intensif réalisé par ses organisateurs et tous ses bénévoles, le rallye est depuis 2017 une des manches du championnat de France parmi l'élite des rallyes français. Les spéciales chronométrées s'articulent autour de Savigny-sur-Braye, alors que (depuis 2017) l'ensemble de l'accueil technique et logistique de l'épreuve ainsi que le palmarès des arrivées a lieu à Vendôme.

## Personnalités liées à la commune
- Jeanne Rij-Rousseau, née le 10 juin 1870 à Candé (Anjou), décédée le 22 octobre 1956 à Savigny-sur-Braye ; peintre française du début du vingtième siècle.
- Maurice Guillaux[71] – Ernest François pour l'état civil – est né dans le quartier de Sainte-Oustrille, à Montoire, le 24 janvier 1883. Son père était charron, sa mère couturière. Une partie de sa famille vit à Tours, Vouvray et Rochecorbon.
- Jean Bengué - investit dans la vie associative et municipale à Savigny-sur-Braye.